# Grammy Legend Award
Der Grammy Legend Award oder Grammy Living Legend Award, ist ein Sonderpreis der jährlichen Grammy Awards, der unregelmäßig an ausgewählte Künstler mit fortgesetztem besonderem Einfluss auf die Musik verliehen wird.

## Geschichte und Hintergrund
Die seit 1958 verliehenen Grammy Awards (eigentlich Grammophone Awards) werden jährlich in zahlreichen Kategorien von der National Academy of Recording Arts and Sciences (NARAS) in den Vereinigten Staaten von Amerika vergeben, um künstlerische Leistung, technische Kompetenz und hervorragende Gesamtleistung ohne Rücksicht auf die Album-Verkäufe oder Chart-Position zu ehren.
Die ersten Grammy Legend Awards wurden 1990 an Andrew Lloyd Webber, Liza Minnelli, Smokey Robinson und Willie Nelson vergeben. Der Preis wurde eingeführt, um Künstler mit durchgehendem Einfluss auf die Musik zu ehren („ongoing contributions and influence in the recording field“). Im Folgejahr wurden mit Aretha Franklin, Billy Joel, Johnny Cash und Quincy Jones vier weitere Künstler geehrt, danach folgten 1992 Barbra Streisand und 1993 Michael Jackson. Nachdem 1994 Curtis Mayfield und Frank Sinatra geehrt wurden, wurde der Award in den Folgejahren unregelmäßig vergeben. 1998 erhielt der italienische Operntenor Luciano Pavarotti den Award, im Folgejahr ging er an den Briten Elton John. Die Bee Gees, die im Jahr 2003 ausgezeichnet wurden, waren die erste Band, die mit dem Preis geehrt wurde.
Unabhängig vom Grammy Legend Award vergibt die NARAS auch den Grammy Lifetime Achievement Award, dadurch erhielten viele Musiker beide Auszeichnungen.

## Preisträger
| Jahr | Bild | Künstler            | Lebensdaten  | Nationalität           |
| ---- | --- | ------------------- | ------------ | ---------------------- |
| 1990 | An upperbody shot of a middle-aged man in a dark suit. | Andrew Lloyd Webber | geboren 1948 | Vereinigtes Königreich |
| 1990 | A woman in a red dress, jacket and scarf smiles toward the camera. | Liza Minnelli       | geboren 1946 | Vereinigte Staaten     |
| 1990 | A man in a light-colored suit sings into a microphone | Smokey Robinson     | geboren 1940 | Vereinigte Staaten     |
| 1990 | An elderly man holds a guitar while in front of a microphone. He has white facial hair and wears a United States flag bandana.                                                                | Willie Nelson       | geboren 1933 | Vereinigte Staaten     |
| 1991 | A woman stands on stage and sings into a microphone. She wears a blue dress and has a blue feather boa around her arms.                                                                       | Aretha Franklin     | 1942–2018    | Vereinigte Staaten     |
| 1991 | An upper body shot of a man wearing a shirt, suit and tie. He is balding and his smiling mouth is framed by a white goatee beard.                                                             | Billy Joel          | geboren 1949 | Vereinigte Staaten     |
| 1991 | alt6=A man with dark hair looks forlornly down to his left. He rests his chin between his thumb and finger.                                                                                   | Johnny Cash         | 1932–2003    | Vereinigte Staaten     |
| 1991 | A man in a blue jacket looks ahead. The balding male's dark sunglasses conceal his eyes. | Quincy Jones        | geboren 1933 | Vereinigte Staaten     |
| 1992 | A blond-haired woman looks down to the ground. She wears a white dress and a silver necklace.                                                                                                 | Barbra Streisand    | geboren 1942 | Vereinigte Staaten     |
| 1993 | A headshot of a man wearing a red baseball cap and shirt. He has long black hair and is smiling towards the camera.                                                                           | Michael Jackson     | 1958–2009    | Vereinigte Staaten     |
| 1994 | | Curtis Mayfield     | 1942–1999    | Vereinigte Staaten     |
| 1994 | A middle-aged man in a tuxedo sits and smiles into the distance. | Frank Sinatra       | 1915–1998    | Vereinigte Staaten     |
| 1998 | A man in a dress coat and white shirt opens his mouth, which is framed by dark facial hair.                                                                                                   | Luciano Pavarotti   | 1935–2007    | Italien                |
| 1999 | A blond-haired middle-aged man stands with his arms open and fists clenched. He wears a dark suit and red shirt. He also sports a cross pendant around his neck, and wears purple sunglasses. | Elton John          | geboren 1947 | Vereinigtes Königreich |
| 2003 | The Bee Gees | Bee Gees            | —            | Vereinigtes Königreich |